# 仁丰井
仁丰井，位于中国广东省清远市英德市英城镇，为清远市英德市的一个市级文物保护单位，类型为古遗址，公布时间为2000年12月。
仁丰井的历史年代为明－清。